# Желько Ребрача
Желько Ребрача (серб. Жељко Ребрача; * 9 квітня 1972) — у минулому сербський професіональний баскетболіст. Виступав за клуби з Сербії, Італії, Греції, Іспанії, та найбільш відомий виступами у НБА.

## Кар'єра в Європі
Розпочав свою кар'єру у Белградському «Партизані» у 1989 році. Згодом у 1995 продовжив виступами за італійський «Беннетон». У 1999 Желько перейшов до грецького «Панатінаікоса».

## Кар'єра в НБА
Ребрача був обраний під 54 номером на драфті 1994 клубом «Сієтл Суперсонікс». Права на нього одразу були продані клубові «Міннесота Тімбервулвз». У 1999 «Тімбервулвз» продали права «Торонто Репторз», а у 2001 права перейшли до «Детройт Пістонс».
у НБА Ребрача виступав у складі «Детройт Пістонс», «Атланта Гокс» та «Лос-Анджелес Кліпперс». Його особисті рекорди — 24 очка та 16 підбирань.
Ребрача мав проблеми з серцем, через які він пропустив багато ігор. 6 квітня 2007 Желько був звільнений з «Кліпперз». 19 липня 2007 він підписав контракт з «Валенсією», а 19 грудня 2007 заявив про завершення кар'єри.

## Національна збірна
У складі збірної Югославії Ребрача завоював «срібло» на Олімпіаді 1996.